# Теория домино
Тео́рия домино́, тео́рия па́дающего домино́, или эффе́кт домино́ — политическая теория, которая заключается в том, что какое-либо изменение влечёт за собой линейный ряд других изменений, аналогично тому, как падают косточки домино, выстроенные в ряд.

## История
Этим термином пользовались западные политики в ходе холодной войны, подразумевая, что достаточно одному государству в регионе стать социалистическим, как за ним начинают следовать другие. Либо же наоборот — падение правящего режима в одной стране неизбежно повлечёт за собой падение подобных режимов в других странах.
В частности, с учётом «эффекта домино» американским руководством принималось решение о вмешательстве США во Вьетнамскую войну. После того, как США прекратили боевые действия в Юго-Восточной Азии, в 1975 году коммунисты почти одновременно пришли к власти в Южном Вьетнаме, Камбодже и Лаосе. В 1980-х годах эта же теория использовалась администрацией президента Рейгана при совершении операций в странах Латинской Америки.
Эта концепция была впервые разработана государственным секретарём США Джоном Фостером Даллесом.